# アレックス・モンティロ・ジ・リマ
アレックス・モンティロ・ジ・リマ（Alex Monteiro de Lima、1988年12月15日 - ）はブラジル・サンパウロ出身のサッカー選手。ポジションはボランチ。Kリーグ2・FC安養所属。
Kリーグ時代の登録名はアレックス（ハングル: 알렉스）。

## 経歴
20歳で故郷ブラジルを離れスイス・チャレンジリーグに属するFCヴォーレンに移籍。FCゴッサウへのレンタル期間（1シーズン）を含めてスイスでリーグ戦86試合に出場し8得点を記録した。
2012年6月にメジャーリーグサッカーに属するヒューストン・ダイナモに移籍。主力ボランチとしてチームに定着し、2015年4月に同リーグのヒューストン・ダイナモに移籍した。同クラブではリーグ戦77試合に出場し9得点10アシストを記録した。
2018年にKリーグ2の水原FCに移籍した。
チーム事情と対戦相手によって本職のボランチのみならず、左右のミッドフィルダーやサイドバックとしてプレーすることもある。

## 人物
2014年6月にアメリカのグリーンカードを取得したため、メジャーリーグサッカーの規定に基づいて国内選手（「ドメスティックプレーヤー」）として登録されている。